# 帰ってきたベテラン軍
帰ってきたベテラン軍（かえってきたベテランぐん）は、日本のプロレス団体DRAGON GATEにかつて所属したユニット。

## 概要
2012年1月19日後楽園大会、CIMAがBlood WARRIORSから追放され、救出に駆け付けたドン・フジイと夫婦タッグとして試合を行ってきたのが事の始まり。
2月9日後楽園大会、Blood WARRIORSとJUNCTION THREEの敗者解散マッチでJⅢが敗れ、CIMAがBW在籍時に敵対していた選手と組む事が増えてくる。
2月18日静岡大会で、元JⅢのリッチ・スワンとタッグマッチに出場した。
2月26日名古屋大会で行われた吉田式イリミネーションマッチ後、CIMAが元JⅢの望月成晃に「もうひとつだけ解決しなきゃいけないことがある」と語りかけ、望月が「ベテラン軍として一緒にやっていこうぜ」と握手で応えた。
3月1日後楽園大会、DDTの高木三四郎とK-DOJOのTAKAみちのくとタッグを組み、因縁の戸澤陽&B×Bハルク&サイバー・コングのMAD BLANKEYと対戦し勝利。試合後に4月12日後楽園大会での帰ってきたベテラン軍vsMBによる5vs5対抗戦を要求し、これに戸澤が呼応した。
3月3日大阪大会、望月とドン・フジイとGammaが神田裕之&斎藤了&堀口元気とオープン・ザ・トライアングルゲート王座決定戦を行い、望月が堀口に敗れた。
3月4日大阪大会、CIMAがPACを相手にメテオラでオープン・ザ・ドリームゲート王座2度目の防衛に成功した。
5月6日愛知県大会、挑戦者を決めるCIMAロワイヤル（最後まで勝ち残ったものがCIMAのベルトに挑戦）で決まったサイバー・コングと対戦し3度目の防衛。
この試合でサイバーコングの持ち味が発揮されなかった事にCIMAは憤り、サイバーは脱落の烙印を押される。
6月17日博多大会、KING OF GATE優勝者の堀口元気H.A.Gee.Mee!!を相手にオープン・ザ・ドリームゲート王座4度目の防衛戦を行った。バックスライドフロムヘブンを警戒し、最後はメテオラで勝利を収めた。
7月22日神戸ワールド記念ホール大会、CIMAロワイヤル6を勝ち上がった戸澤陽を相手にオープン・ザ・ドリームゲート王座5度目の防衛に成功した。
8月22日後楽園大会、同月2日のツインゲート戦+CIMAロワイヤルの特別ルールでオープン・ザ・ドリームゲート王座への挑戦権を獲得したYAMATOを相手に挑んた同王座6度目の防衛戦、最後はメテオラでYAMATOを仕留めた。
10月21日大阪大会、ドラゴン・キッドがEitaを相手にオープン・ザ・ブレイブゲート王座4度目の防衛に成功し、望月とドン・フジイがジミーズのジミー・ススムとジミー・神田の挑戦を退けオープン・ザ・ツインゲート統一タッグ王座初防衛に成功し、Gamma&マグニチュード岸和田&HUBがB×Bハルク&戸澤陽&谷崎なおきからオープン・ザ・トライアングルゲート王座を奪取し、メインイベントではCIMAが吉野正人を破りオープン・ザ・ドリームゲート王座8度目の防衛に成功した事により、帰ってきたベテラン軍が主要4大タイトルをすべて獲得した。
2013年1月27日神戸サンボーホール大会、望月とドン・フジイが堀口元気H.A.Gee.Mee!!とジミー・神田を下しオープン・ザ・ツインゲート統一タッグ王座5度目の防衛に成功した。この結果を受けてモチフジが同王座最多連続防衛記録を樹立した。
7月21日神戸ワールド記念ホール大会で、CIMAがオープン・ザ・ドリームゲート王座を鷹木信悟に奪われ、望月成晃がYAMATOにシングルマッチで敗れ、ドラゴン・キッド・ドン・フジイ・Gammaの3人がオープン・ザ・トライアングルゲート王座の奪取に失敗した。帰ってきたベテラン軍全敗の結果を受け、7月22日の一夜明け会見で望月がウィンドウズMGとの合体を発表。帰ってきたベテラン軍は発展的解消となりオレたちベテラン軍となった。

## メンバー
- CIMA:結成～解散
- Gamma:結成～解散
- 望月成晃:結成～解散
- ドン・フジイ:結成～解散
- ドラゴン・キッド:結成～解散
- "ハリウッド"ストーカー市川:結成～解散

## サポートメンバー
- マグニチュード岸和田
- HUB

## タイトル歴
- オープン・ザ・ドリームゲート王座

第14代：CIMA
（2011年12月25日獲得、2013年7月21日陥落/防衛15回）
- オープン・ザ・ブレイブゲート王座

第22代：ドラゴン・キッド
（2012年5月6日獲得、2013年5月5日陥落/防衛9回）
- オープン・ザ・ツインゲート統一タッグ王座

第23代：望月成晃&ドン・フジイ
（2012年9月23日獲得、2013年3月2日陥落/防衛6回）
- オープン・ザ・トライアングルゲート王座

第37代：Gamma&マグニチュード岸和田&HUB
（2012年10月21日獲得、2012年11月27日陥落/防衛1回）
第41代：望月成晃&ジミー・ススム（ジミーズ）& K-ness.（ウィンドウズMG）
（2013年6月5日獲得、2013年6月16日陥落/防衛0回）

## 特徴
- コスチュームの他にマイク合戦や色々な場面でメンバー全員がバスローブを着用し登場したことがある。
- 当初は堀口元気や斎藤了なども加入予定だったがジミーズを選んだ。